# Tell Tayinat

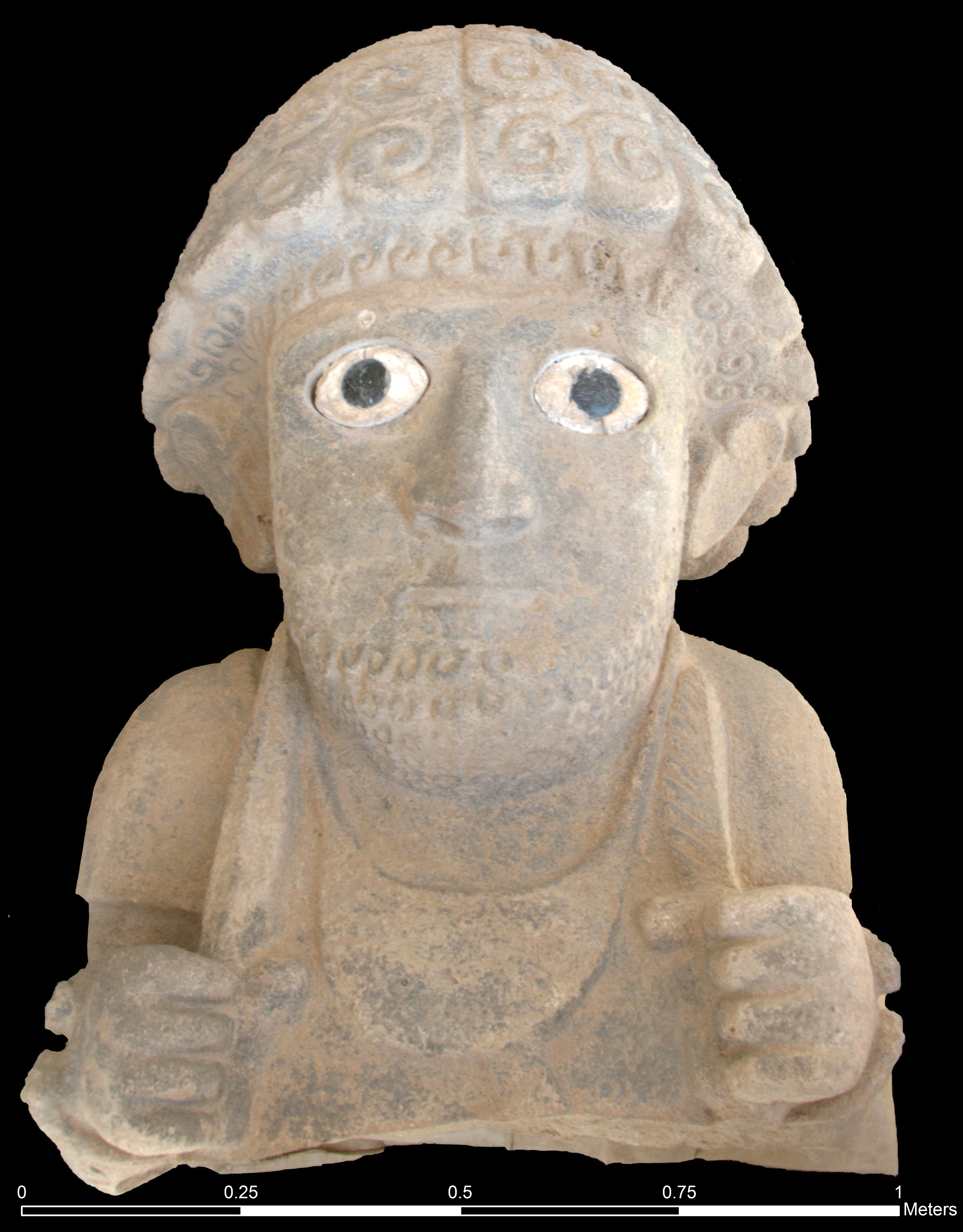
Rey Suppiluliuma

Tell Ta'yinat es un antiguo tell de baja altitud en la orilla este en el meandro del antiguo río Orontes, en la provincia de Hatay , en el sureste de Turquía, a unos 25 kilómetros al sureste de Antakya (la antigua Antioquía). Se ha propuesto como el sitio de Kinalua, la ciudad capital del reino neohitita de Palistin, de la Edad del Hierro y del Calné bíblico.

## Localización
Tell Tayinat se encuentra a lo largo del borde suroeste del valle de Amuq. El sitio se encuentra a unos 800 metros de Tell Atchana, el sitio de la antigua ciudad de Alalakh. 

## Identificación
El arqueólogo Timothy Harrison, director de excavaciones durante muchos años a partir de 2004, apoya la identificación del sitio con Kinalua, la capital de un reino de la Edad del Hierro neohitita/aramea.
Es un posible sitio de la ciudad de Calné mencionado en las Escrituras Hebreas.

## Historia y arqueología
La excavación arqueológica en el tell ha indicado, junto con fuentes escritas antiguas, que el sitio fue un importante centro urbano en dos fases separadas, durante la Edad del Bronce y la Edad del Hierro.

### Historia de la excavación y la investigación
Las excavaciones arqueológicas fueron realizadas en el sitio por el Instituto Oriental de la Universidad de Chicago desde 1935 hasta 1938, dirigido por Robert Braidwood. En 1999, el Instituto Oriental regresó al sitio para realizar un estudio y examinar las excavaciones originales.
Un equipo de la Universidad de Toronto inició nuevas excavaciones en el sitio en 2004, después de una encuesta en 2003. Timothy Harrison, Las excavaciones continuadas en el verano de 2005 expusieron más del templo de la Edad del Hierro, así como parte de uno de los primeros bit-hilanis de la Edad del Hierro II. También se descubrió una cantidad significativa de material de la Edad del Hierro I anterior, así como pequeñas cantidades de material de la Edad del Bronce Antiguo. Las excavaciones han continuado ahora por un total de 13 temporadas, hasta 2016. Los hallazgos han incluido un templo significativo de la Edad del Hierro, varias tabletas cuneiformes del primer milenio antes de Cristo y estructuras iniciales del asentamiento anterior de la Edad del Bronce.
Una conferencia de James Osborne, sobre "Las ciudades-estado sirio-Anatolias: una cultura de la Edad del Hierro desatendida" aborda aspectos del sitio.

### Edad del Bronce Antiguo
En la llanura de Amuq, Tell Tayinat era el asentamiento más grande de las edades de Bronce II y IIIa.
La loza bruñida rojo-negra (loza Karaz) se recupera en grandes cantidades de los niveles II y IIIa de la Edad del Bronce Antiguo (EBA). Es una de las cerámicas más utilizadas en el sitio. Este tipo de cerámica disminuye hasta el final de la última fase de EBA. Se cree que esta cerámica está influenciada por la cultura Kurá-Araxes, que llegó a esta área alrededor del 3000 a. C.
Del Bronce Antiguo IVB (EBIVB) se han encontrado importantes restos cerámicos.

### Edad de Hierro

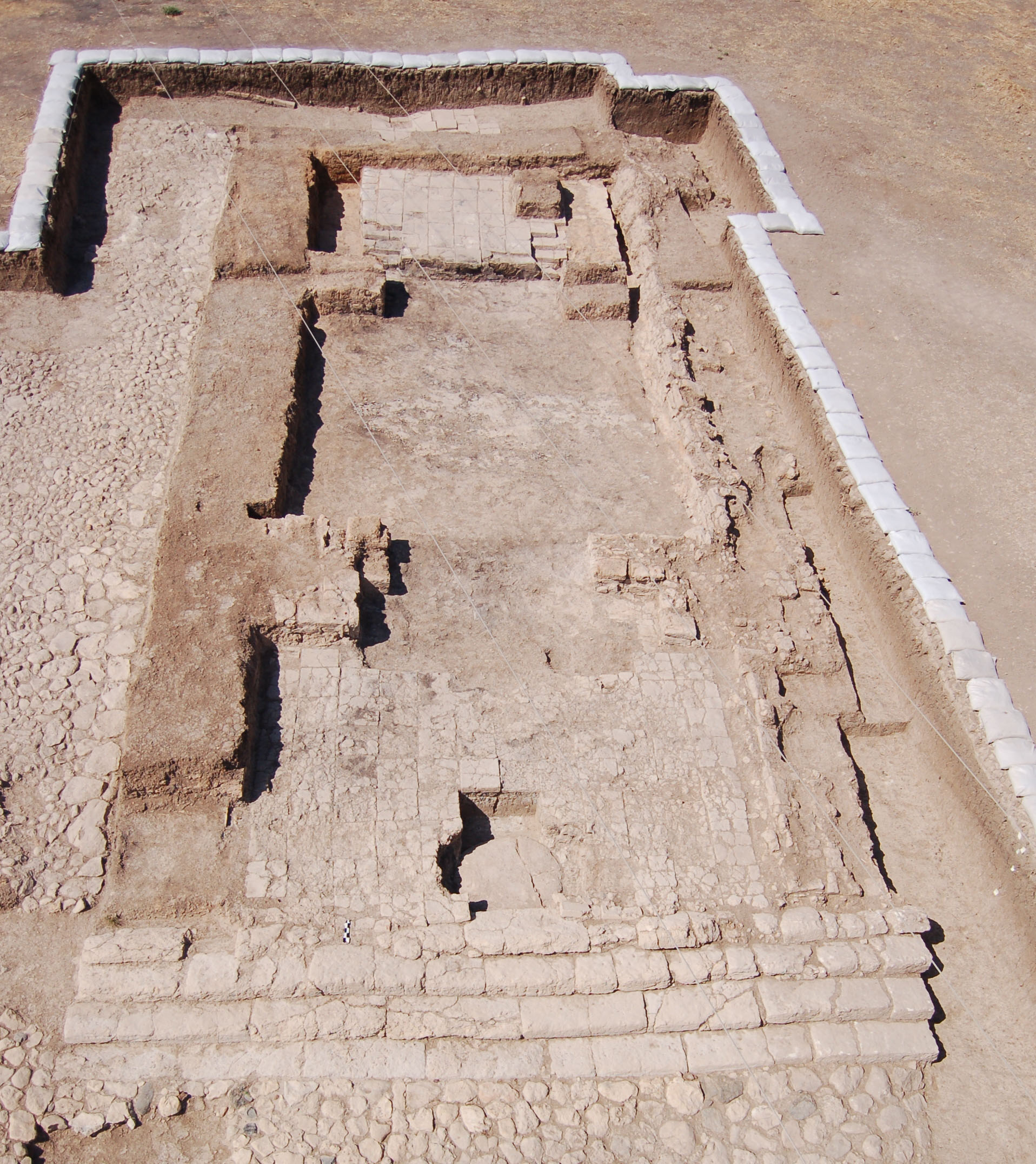
Templo de la Edad de Hierro

Durante la Edad del Hierro II, se cree que probablemente sea el sitio de la antigua Kinalua, la capital de una de las ciudades-reinos neo-hititas / arameas de Walistin (arameo) o Palistin (neohitita), de las cuales el reino superior es el conocido como Pattin o Patina, la forma abreviada de Palistin (juntos c. 1000-738 aC). Entre los estados sirio-hititas culturalmente diversos en la llanura fluvial del norte de Siria, los gobernantes de Kinalua continuaron llevando nombres reales hititas en el siglo VIII a. C. En la primera conquista asiria en la década de 870 a. C., los vencedores se llevaron de Kinalua plata y oro, 100 talentos de estaño, esenciales para hacer bronce, y 100 talentos de hierro, 1000 bueyes y 10 000 ovejas, túnicas de lino y sofás decorados y camas de boj, así como «10 cantantes, la hija del hermano del rey con una rica dote, una gran mona y patos».
La ciudad tenía una ciudadela colocada en una elevación más alta, conectada a la ciudad baja por un complejo de puertas monumentales.

#### Templo de la Edad de Hierro
Uno de los hallazgos clave del Instituto Oriental (1935–38) realizado en el sitio fue un templo que recuerda en planta a las descripciones del Templo del Rey Salomón en el Antiguo Testamento.

#### Palaciosbit-hilani
Las campañas del Instituto Oriental (1935-1938) sacaron a la luz varios palacios grandes en el estilo conocido como Bit-hilani. Las excavaciones de 2005 expusieron parte de uno de los primeros bit-hilanis de la Edad del Hierro II.

#### Estatua del rey Suppiluliuma

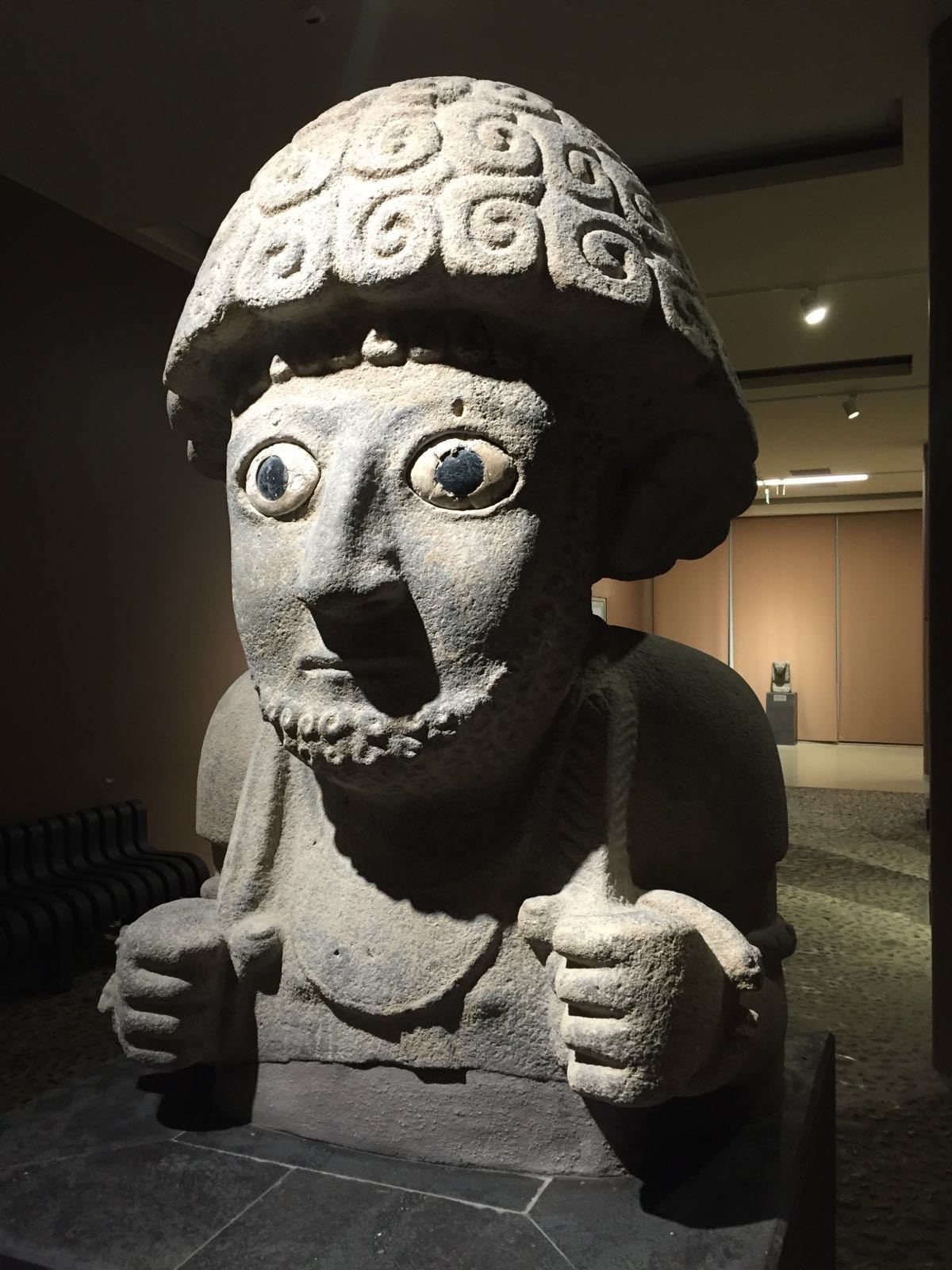
Rey Suppiluliuma en el Museo Arqueológico de Hatay

En agosto de 2012, un equipo de la Universidad de Toronto anunció que habían descubierto la cabeza y el torso de una figura humana, intactos hasta justo por encima de su cintura. Los restos de la figura miden aproximadamente 1,5 metros de altura, lo que sugiere una altura total de 3,5 a 4 metros. La figura tiene barba y ojos de piedra en blanco y negro. El cabello de la figura ha sido peinado en una complicada serie de rizos dispuestos en filas. Los brazos de la figura se extienden hacia adelante desde el codo. Cada brazo tiene dos brazaletes adornados con cabezas de león. La mano izquierda de la figura sostiene un manojo de trigo y su mano derecha sostiene una lanza. El pecho de la figura está adornado con un pectoral en forma de media luna. Una larga inscripción tallada en relieve en luwiano jeroglífico recorre la espalda de la figura. La inscripción registra los logros y campañas del rey Suppiluliuma. Es probable que sea el mismo rey que, como parte de una coalición sirio-hitita en 858 a. C., luchó contra la invasión neoasiria de Salmanasar III.

#### Estatua femenina
En agosto de 2017, se informó que se descubrió una majestuosa estatua femenina en el sitio, dentro del complejo de la puerta monumental que conduce a la ciudadela superior. Esta puede ser una imagen de Kubaba, madre divina de los dioses de la antigua Anatolia. O puede ser Kupapiyas, que era la esposa, o posiblemente la madre, de Taita, el fundador dinástico del antiguo Tayinat. Pero también es posible que la estatua represente a la esposa del rey Suppiluliuma. El arqueólogo Timothy Harrison planteó la posibilidad de que las mujeres desempeñaran un papel muy destacado en la vida política y religiosa de estas primeras comunidades de la Edad del Hierro.